# Wilhelm Konrad Hermann Müller
Wilhelm Konrad Hermann Müller (Holzminden, 1812. május 27. – Göttingen, 1890. január 4.) német filológus, germanista és egyetemi tanár. 1830-tól tanult filológiát a Göttingeni Egyetemen Otfried Müller tanítványaként. 1841-től kezdett oktatásba, 1856-tól haláláig ő volt az egyetem filológia professzora.